# How Mosha Came Back
How Mosha Came Back è un cortometraggio muto del 1914 diretto da Phillips Smalley.
Soprattutto nelle comiche il cinema attinge senza ritegno agli stereotipi antisemiti del tempo. Nel sequel di Fighting Is No Business (1914), al pregiudizio della "debolezza" degli ebrei si aggiunge ora quello sulla loro "malizia". Gli ebrei "sognano" di prevalere sugli altri ma, essendo "per natura" inferiori, lo possono fare (e infidamente cercano di farlo) solo attraverso l'inganno.
Il regista Phillips Smalley aveva appena interpretato sullo schermo il personaggio di Shylock in The Merchant of Venice (1914) ed appare probabile che questo abbia in qualche modo generato l'idea del sequel.

## Trama
Il protagonista, l'ebreo Mosha, è sconsolato per non essere riuscito a diventare campione di pugilato e decide di tentare la rivincita. Pesando solo 98 libbre, Mosha ha paura perché il "campione" lo sovrasta fisicamente con le sue 240 libbre. Il combattimento ha inizio e subito Mosha è in difficoltà. Il suo "secondo" allora gli inietta della droga con una siringa; grazie a questo inganno, Mosha sconfigge l'avversario ed diventa lui il campione. Poi, però si sveglia e si rende conto che è stato tutto un sogno.

## Produzione
Il film fu prodotto dalla Crystal Film Company.

## Distribuzione
Distribuito dalla Universal Film Manufacturing Company, il film uscì nelle sale cinematografiche USA il 1 marzo 1914.
Il National Center for Jewish Film (NCJF) ne ha curato il restauro e lo ha rilasciato in videocassetta nel 1991 e quindi in DVD nel 2007.